# Oktoberkrokus
Crocus pulchellus är en irisväxtart som beskrevs av William Herbert. Crocus pulchellus ingår i krokussläktet som ingår i familjen irisväxter. Inga underarter finns listade i Catalogue of Life.
Artens utbredningsområde anges som från norra Balkanhalvön till nordvästra Turkiet.

## Bildgalleri

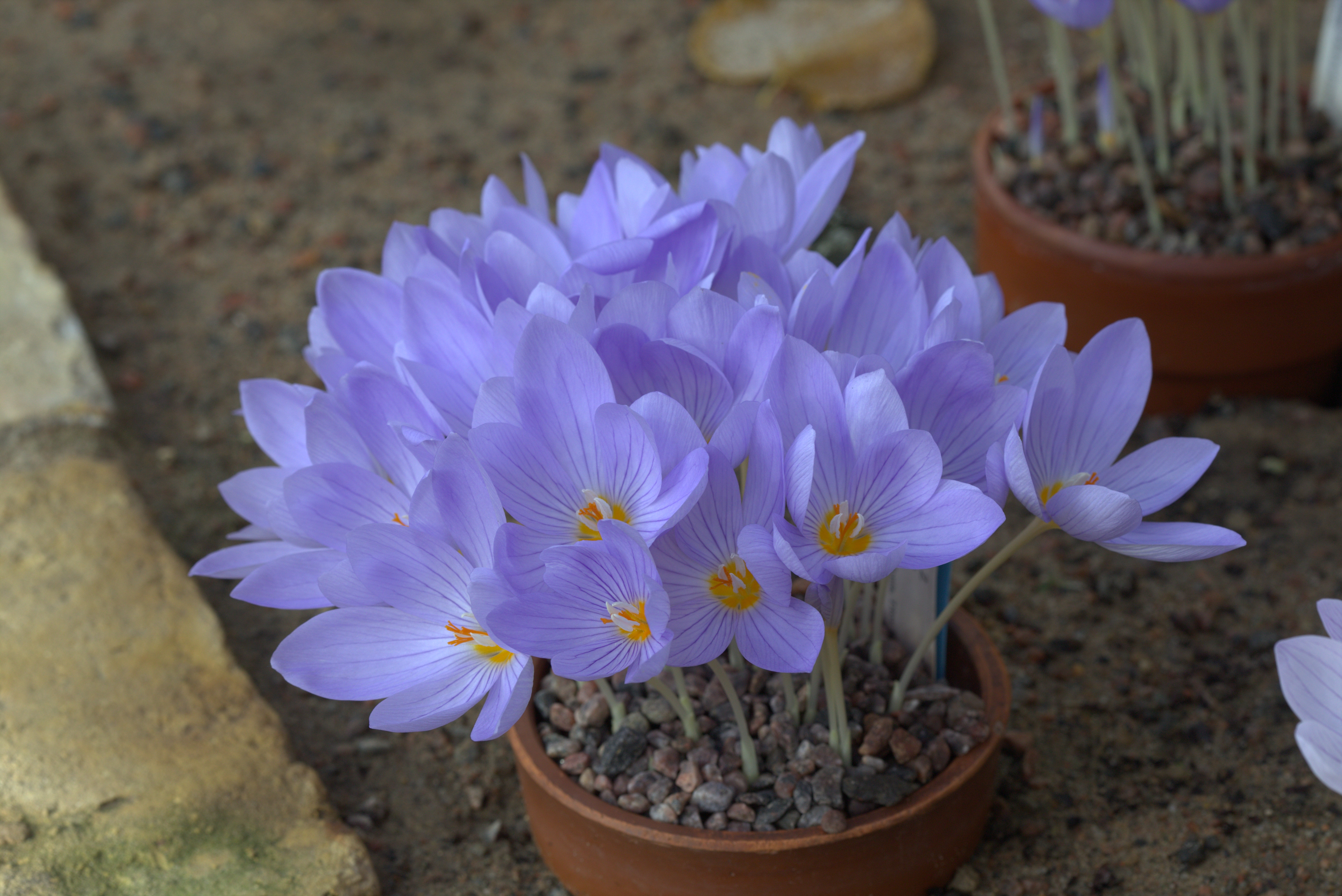
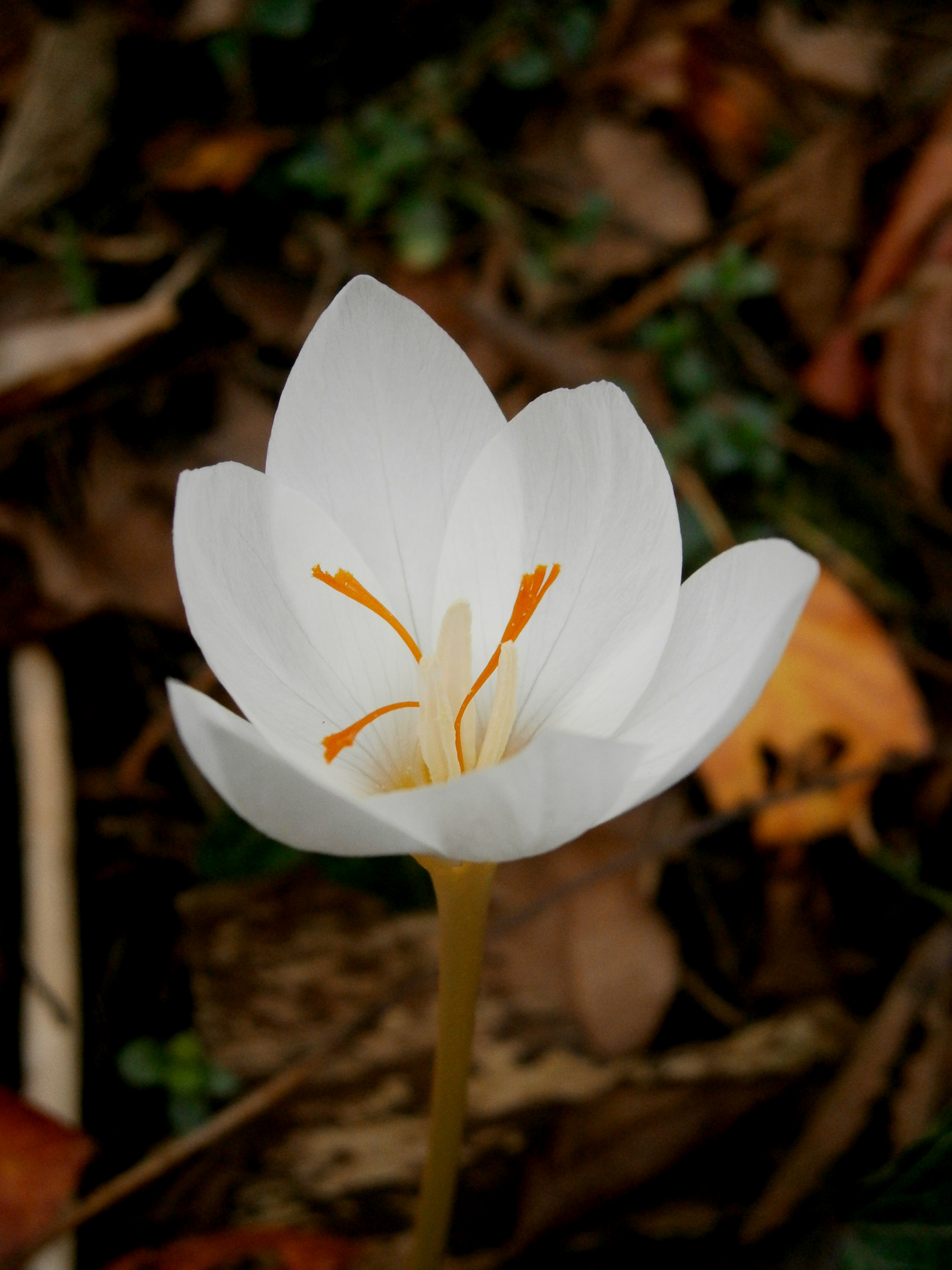
'Albus'.